# Brønnøysund Lufthavn, Brønnøy
Brønnøysund Lufthavn, Brønnøy ( IATA: BNN, ICAO: ENBN) er en regional lufthavn ved byen Brønnøysund i Nordland fylke i Norge. Lufthavnen ejes og drives af det statsejede Avinor AS.
Lufthavnen ligger i den sydøstlige del af Brønnøysund, kun 5 minutters bilkørsel fra centrum. I forhold til byens størrelse, er der hyppige afgange både mod nord og syd. Der er asfalteret 1200 meters startbane. 26. maj 2008 blev der åbnet en nyt terminalbygning. Op gennem årerne har der været meget snak om en forlængelse af startbanen, og der var i sin tid en beslutning om en udvidelse til 2000 meter, noget som blev stoppet. Temaet er nu bragt på bane igen, efter at en gruppe centrale, lokale erhvervsfolk, sammen med Olav Thon, har taget initiativ til forlængelse. De har peget på nødvendigheden af en større lufthavn for at kunne udnytte det store potentiale regionen har i turistsammenhæng, og at det øvrige næringsliv og befolkningen generelt også vil have stor glæde af en lufthavn som kan betjene større fly.
10. maj 2010 åbnede Widerøe en direkte rute mellem Brønnøysund Lufthavn og Oslo Lufthavn, Gardermoen, med fem ugentlige afgange. Denne rute blev en så stor succes at Widerøe i en pressemeddelelse i sommeren 2010 offentliggjorde, at de fra vinteren 2011 ville starte med 3 daglige afgange i hver retning, ud over at de vil starte med én afgang hver søndag.

## Ruter og selskaber

### Flyruter
- Widerøe: Bodø, Mo i Rana, Bergen, Rørvik, Sandnessjøen, Trondheim og Oslo.

### Helikopter
- CHC Helikopter Service (Offshore)
- Norsk Helikopter (Offshore)

## Ulykker
Fredag 6. maj 1988, lige før kl. 21, under indflyvning i særlig dårlig sigt til Brønnøysund lufthavn, styrtede et Widerøe-fly af typen Dash 7 mod en klippevæg i Torghatten som ligger ca. 10 km syd-sydøst for lufthavnen. Alle 36 ombordværende mistede livet.